# Dawid Runtz
Dawid Runtz (ur. 4 lutego 1992 w Wejherowie) – polski dyrygent, od 2017 roku pierwszy dyrygent Polskiej Opery Królewskiej w Warszawie, od 2021 do 2024 główny dyrygent Zagrzebskiej Orkiestry Filharmonicznej. Laureat III nagrody oraz nagrody publiczności na 1st International Hongkong Conducting Competition w Hongkongu.

## Życiorys
Jeszcze w czasie studiów zadebiutował na scenie operowej w 2015 roku w przedstawieniu Orphée Dariusza Przybylskiego w Warszawskiej Operze Kameralnej. W 2017 zadebiutował w Japonii podczas Pacific Music Festival w Sapporo, na zaproszenie dyrektora artystycznego festiwalu Walerija Giergijewa. W tym samym roku otrzymał zaproszenie na prestiżowe kursy dyrygenckie z Koninklijk Concertgebouworkest w Amsterdamie. 
W 2018 roku odbył tournée po Litwie z Orkiestrą Sinfonia Varsovia, w ramach 100-lecia odzyskania niepodległości Polski. W kwietniu tego samego roku otrzymał zaproszenie i zadyrygował Boston Symphony Orchestra podczas przesłuchań na asystenta BSO, a także wystąpił podczas 22. Wielkanocnego Festiwalu Ludwiga van Beethovena w Filharmonii Narodowej w Warszawie. Dyrygował takimi orkiestrami jak: Prague Philharmonia, RTV Slovenia Symphony Orchestra, Sinfonieorchester Liechtenstein, Orquesta Sinfónica de Málaga, Oldenburgisches Staatsorchester i Accademia Nazionale di Santa Cecilia w Rzymie.

### Edukacja
- 2007-2011: Szkoła Muzyczna II stopnia im. Feliksa Nowowiejskiego w Gdańsku, w klasie fletu;
- 2011-2016: Studia na kierunku dyrygentura symfoniczno-operowa w klasie prof. Antoniego Wita na Uniwersytecie Muzycznym Fryderyka Chopina w Warszawie;
- 2016: Riccardo Muti Italian Opera Academy w Rawennie - ukończenie prestiżowej akademii prowadzonej przez dyrygenta Riccardo Mutiego[8];
- 2017: Ukończenie kursów dyrygenckich z Koninklijk Concertgebouworkest w Amsterdamie, prowadzonych przez dyrygenta Daniele Gatti[9];
- 2018: Conducting Seminar – ukończenie kursów dyrygenckich w ramach festiwalu Tanglewood, w Stanach Zjednoczonych.

## Nagrody i wyróżnienia

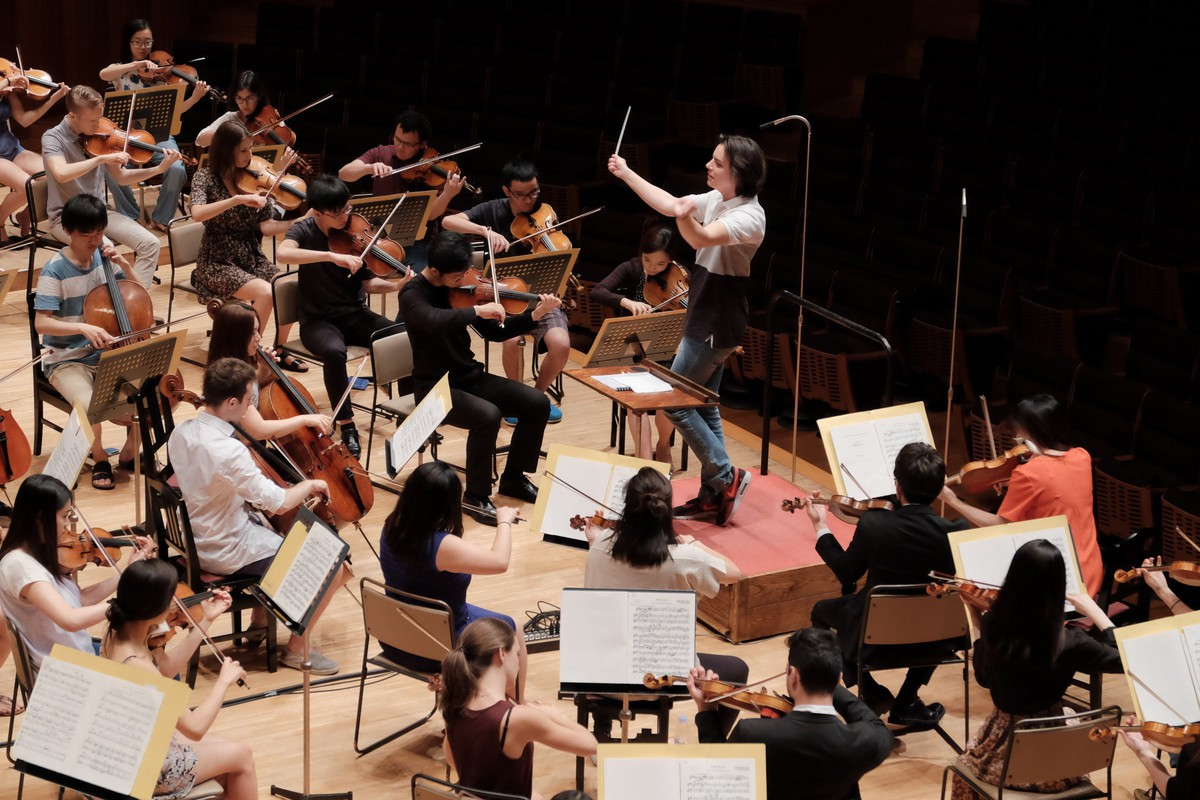
Próba orkiestry Pacific Music Festival Orchestra, Sapporo, Japonia 2017

- III nagroda oraz nagroda publiczności na 1st Hong Kong International Conducting Competition;
- II nagroda na VI Ogólnopolskim Konkursie Młodych Dyrygentów im. Witolda Lutosławskiego w Białymstoku[10];
- 2018: Medal Magna cum laude Uniwersytetu Muzycznego Fryderyka Chopina w Warszawie[11];
- 2018: Medal Róży Prezydenta Miasta Wejherowa[12];
- 2017: Stypendium Ministra Kultury i Dziedzictwa Narodowego;
- 2017: Nagroda Remusa Starostwa Powiatu wejherowskiego;
- 2010, 2017: Nagroda Prezydenta Miasta Wejherowa;
- 2012-2016: Stypendium Rektora Uniwersytetu Muzycznego Fryderyka Chopina w Warszawie;
- 2015: Stypendium Ministra Nauki i Szkolnictwa Wyższego;
- 2015: Stypendium Marszałka Województwa Pomorskiego;
- 2008-2015: Stypendium Starostwa Powiatu Wejherowskiego;
- 2011: Nagroda na Międzynarodowym Konkursie Młodych Kompozytorów “Euritmia” za kompozycję “Capriccio per flauto solo” w Mediolanie;
- 2010: I nagroda na Ogólnopolskim Konkursie Młodych Kompozytorów “Uczniowskie Forum Muzyczne” w Warszawie.